# Powell, Texas
Powell är en ort i Navarro County i delstaten Texas, USA.